# Ophthalmis fenestrata
Ophthalmis fenestrata är en fjärilsart som beskrevs av Walker 1864. Ophthalmis fenestrata ingår i släktet Ophthalmis och familjen nattflyn. Inga underarter finns listade i Catalogue of Life.